# 무령왕 금제관식
무령왕 금제관식(武寧王 金製冠飾)은 공주시 무령왕릉에서 출토된 백제 시대의 금으로 만든 왕관(王冠) 꾸미개(장식) 한쌍이다. 1974년 7월 9일 대한민국의 국보 제154호로 지정되었다.

## 개요
공주시 무령왕릉에서 출토된 백제의 금으로 만든 왕관(王冠) 꾸미개(장식) 한쌍이다.
높이는 각각 30.7cm, 29.2cm이고, 너비는 각각 14cm, 13.6cm이다. 1971년 무령왕릉이 발견·조사되었을 때, 왕의 널(관) 안쪽 머리 부근에서 포개진 상태로 발견되었다.
금판을 뚫어서 덩굴 무늬를 장식했으며, 밑으로는 줄기가 있는데 아래위로 2~3개의 작은 구멍이 있어 무엇인가에 부착할 수 있도록 해 놓았다. 좌우로 벌어진 줄기 중간에는 꽃 무늬를 배치하였으며, 줄기가 길게 연장되면서 마치 불꽃이 타오르는 듯한 모양새를 보여준다. 두 가닥은 아래로 향하게 하여 변화를 주고 있다. 앞면에는 전체에 걸쳐 구슬모양 꾸미개를 금실로 꼬아서 달았다.
무령왕릉은 백제 25대 무령왕(재위 501∼522)과 왕비의 무덤으로, 벽돌을 이용해서 만든 벽돌무덤(전축분)이다. 출토된 유물들은 6세기 전반 백제 문화의 수준과 묘제,사장 등의 일면을 알려주는 중요한 자료로 평가되고 있으며, 그 중 지석(誌石)은 삼국시대 고분 가운데 최초로 무덤에 묻힌 주인과 만든 시기를 확실히 밝혀주는 자료가 되고있다.

## 같이 보기
- 무령왕릉

## 참고 자료
- 무령왕 금제관식 - 국가유산청 국가유산포털